# 도로

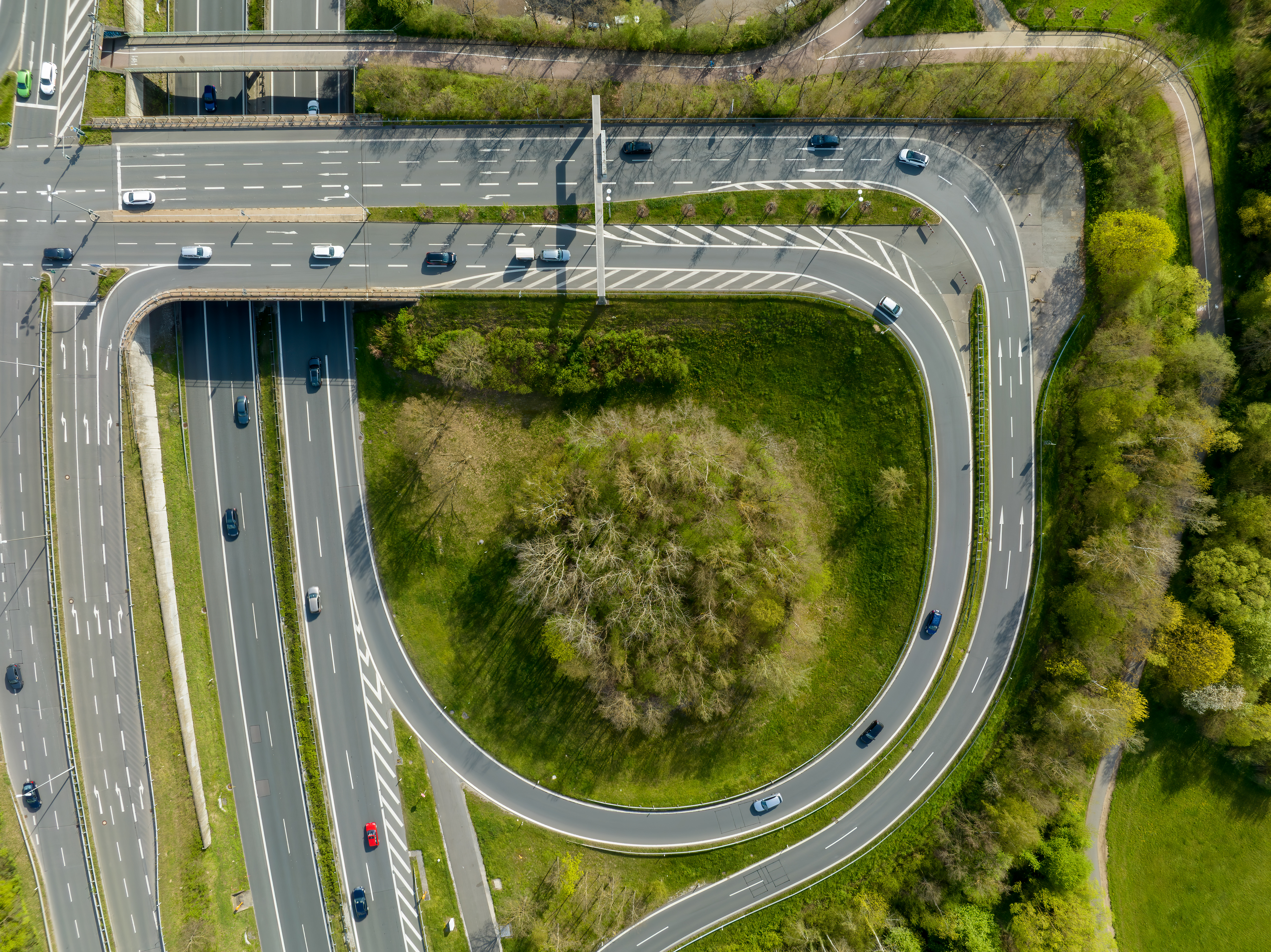
에를랑겐으로 이어지는 73번 분데스오토반과 그 슬립로드

도로(道路, 문화어: 운행길)는 땅 위의 사람이 다니는 길을 두 개 이상으로 서로 연결시켜 놓은 것이다. 보통 도로를 만들 때, 나무와 돌들을 제거하고 평평하게 만들며 땅의 기울기를 알맞게 조절한다. 과거에는 자갈이나 흙, 또는 벽돌들로 도로를 만들기도 했으나, 현대에는 콘크리트나 시멘트 그리고 아스팔트 및 혼합으로 도로를 포장하는 것이 일반적이다.
도로와 인류는 오랜 시간 동안 함께해 왔다. 특히 로마로 이어지는 도로는 아주 유명하며 이에 관한 명언도 있다. 그러나 도로가 있기 전에는 강을 이용한 수상 교통이 크게 발전하였으며, 산업 혁명 때 철도가 모습을 드러낸 뒤로 도로가 많이 생겨나기 시작하였다.
도로는 국가의 세금으로 만드는 것이 보통이며, 간혹 도로 공사비 및 유지비를 회수하기 위해 요금소를 설치하기도 한다. 또한 밤중에 운전자와 보행자의 시야를 확보하기 위하여 도로에 가로등을 설치해 놓기도 한다.

## 역사
최초의 길이 동물들이 만든 트레일이었다는 주장은 보편적으로 받아들여지지 않고 있는데, 다수의 경우 동물은 일정한 길을 따르지 않기 때문이다. 다른 이들은 일부 길들이 잇따르는 동물의 트레일로부터 기원했다고 믿는다. 이크닐드 가도는 인간과 동물이 모두 동일한 자연적인 선을 선택한 일종의 도로의 기원의 한 예로 간주된다. 기원전 약 10,000년 경에 여행자들에 의해 거친 도로가 사용되었다.
도로의 역사상 가장 대단하다고 여겨지는 것중 하나는 기원 전후의 로마제국이 유럽 곳곳으로 이동할 수 있는 매우 큰 도로망을 만들었다는 것이다. 기록에 의하면 하급도로, 간선도로의 길이를 모두 합했을 때 약 30만km에 달했다고 한다. 그중 일부는 아직까지도 그대로 사용되고 있다는 것을 보면 그 당시의 도로의 우수성을 짐작해볼 수 있다.
하지만 로마제국이 멸망한 후 대략 1,000년 동안에는 도로기술ㆍ도로교통은 눈에 띄게 쇠퇴하였다. 16세기 즈음이 되어서야 마차교통이 조금씩 발달하기 시작했고 이로 인해 사람들은 도로의 개량에도 관심이 가지게 되었다. 19세기에 들어서는, 영국의 T.텔포드와 J.L.매캐덤이 각각 비용이 적게 드는 새로운 노면 축조법을 개발하였고 덕분에 더 쉽게 노면을 만들 수 있게 되었다. 하지만 비슷한 때에 철도가 발명되어 도로의 발전이 중단되었다.
그 후 내연기관과 공기 고무타이어 등이 발명되어 20세기 초부터 자동차가 실용화되고 성능이 향상됨에 따라 도로는 다시 발달하기 시작했다. 또한 콘크리트포장과 아스팔트포장이 개발되어 지금의 고속도로 시대에 이르게 되었다.
- 세계에서 가장 오래된 포장 도로는 기원전 2600년에서 2200년 사이 특정 시점에서 이집트에서 공사되었다.[6]

## 기능
기능은 다음과 같다.

### 주 기능(교통 기능)
도로의 등급에 따라서, 등급이 높은 고속도로나 간선도로의 경우 높은 이동성을, 등급이 낮은 지방도로, 국지도로는 양호한 접근성을 목표로 가진다.

#### 이동 기능(mobility)
자동차, 자전거, 보행자의 운행을 가능하게 하고, 시간 거리의 단축, 운행비의 절감 등을 달성

#### 접근 기능(accessiblity)
지역 개발의 기반 정비, 생활 기반의 확충, 토지이용의 보전 등을 달성

### 보조 기능
보조 기능은 다음과 같다.

#### 공간 제공
양호한 주거환경 형성, 방재기능 강화, 전기, 전화, 가스, 상하수도, 지하철, 지하주차장 등을 수용 등의 목적을 달성(제대로 설계된 도로 밑에는 상하수도, 전선, 전화선 등의 시설물이 모두 포용되도록 공동구가 있음), 도로 아래 뿐만 아니라 도로 위에 고가도로, 경량전철을 건설할 공간 제공, 그 밖에 상인들이 가판을 벌여 장사를 하기도 하고 길에서 생활하는 사람들에게 장소 제공.

#### 방재 기능
화재가 났을 때 도로로 인해 인접 건물로 불이 번지는 것이 차단됨, 비가 많이 내릴 때는 도로 자체가 배수로 역할을 하기도 함.

#### 일조권 확보
건물이 밀집한 도심에서는 도로가 그 위 빈 공간 때문에 일조권을 확보해 주기 때문에 더 높은 건물을 지을 수 있게 해줌. 이에 따라 도로변은 땅값이 올라가게 되고 상가나 업무 시설이 들어서게 됨.

## 구성 요소
- 차도: 연석선(차도와 보도를 구분하는 돌 등으로 이어진 선), 안전표지나 그와 비슷한 공작물로써 경계를 표시하여 모든 차의 교통에 사용하도록 된 도로의 부분을 말한다.[9] 4차로 이상으로 구성될 경우에는 중앙분리대를 설치하는 것을 원칙으로 하고, 차로 하나의 폭은 3.0m 내지 3.3m로 하는 것이 보통이다.[10]
- 역로(驛路): 도로상에 설치한 역참의 역도(驛道)를 말한다. 역도란 역을 관리하기 위한 별도의 행정구역이다. 우리의 전근대 사회에서 일반 행정구역으로는 경기도·충청도를 비롯하여 전국을 8개의 도(道)로 나누었다는 것은 잘 안다. 그러나 이와는 별도로 교통 통신을 위한 행정구역과 군사적 목적에 따라 나누어진 각각 별개의 도(道)가 존재하고 있었다. 따라서 역도란 도로의 상태와 중요도 혹은 산천의 거리에 따라 여러 개의 역을 묶어 하나의 역도에 편입한 상태에서 최고 관리자가 이를 담당하는 식으로 운영되었다.
- 차로(Lane): 차마가 한 줄로 도로의 정하여진 부분을 통행하도록 차선으로 구분되는 차도의 부분을 말한다.[11]
- 차선: 차로와 차로를 구분하기 위하여 그 경계지점을 안전표지에 따라 표시한 선을 말한다.[12]
- 중앙분리대: 지방부 4차로 이상의 도로라면 중앙분리대를 반드시 설치한다.[13]
- 방호 울타리(가드레일): 지방부 4차로 이상의 도로라면 도로 가장자리에 차량이 추락할 염려가 있는 곳에 방호 울타리를 설치한다.[13]
- 보도: 사람이 다니는 부분. 지방부 도로의 경우 대개 보도는 필요 없이 그 자리에 길어깨(갓길)를 설치한다.[10]
- 자전거 도로
- 방음 시설: 간선도로 옆에 주택지나 병원처럼 정숙한 환경이 필요한 건물이 들어설 경우에는 도로에 방음 시설이 설치된다. 도로 부지가 충분하다면 마련된 식수대(植樹帶)에 나무를 심거나(방음림) 방음둑을 쌓아 방음 효과를 볼 수 있지만, 공간이 부족한 경우에는 방음벽을 설치한다.[10]
- 식수대(植樹帶): 가로수를 심는 부분.
- 길도랑(측구): 도로의 맨 가장자리에 우천시 빗물을 모아들일 수 있도록 만든 부분.

## 도로의 경제적 파급 효과
사회기반시설(SOC)등의 의미에서 도로의 경제적 파급 효과는 다음과 같다.

### 도로망이 발달된 국가
미국에서는 우유의 97퍼센트, 야채나 과일의 70퍼센트, 의류의 99퍼센트가 도로 위를 달리는 트럭으로 수송되며, 판유리 전체 생산량의 75퍼센트, 고무의 70퍼센트, 라디오의 40퍼센트가 자동차를 만드는 데 소비된다. 1952년 보스턴에서는 교외를 관통하는 6차로 고속도로인 '매사추세츠 루트 128'이 건설되고 나서 닭장이나 토마토 밭으로 쓰이던 땅에 컴퓨터, 광학, 전자연구소와 같은, 우주시대를 이끈 600여 개의 회사가 들어서서 5만 5천여 개의 일자리가 생겨났고, 땅값도 13년 만에 100배 가까이 뛰었다.

### 도로망이 아직 발달되지 않은 국가
인도에는 57만 5000여 개의 마을이 있는데, 이 가운데 포장도로로 연결된 곳은 30퍼센트에 불과해 쌀을 배달받지 못하는 마을이 허다하다. 비가 오면 길이 진흙 밭으로 변해버리는 바람에 우천시 교통이 좋지 않다. 쌀 삼모작을 하는 인도네시아 자바 섬은 도로가 부실해 쌀을 운반할 수 없어서 굶는 사람이 많았는데, 1980년대 아시아 은행의 차관으로 도로를 건설하였다.

## 대륙별 도로 교통

### 아시아
- 대한민국의 도로 : 고속국도 제1호선인 경부고속도로를 비롯하여 4,000km에 달하는 31개의 고속도로 등의 도로가 있다. 모든 도로는 도로법을 따른다.
- 인도네시아의 도로 : 자바에는 포장도로망이 발달해 있으나 그 밖의 섬에서는 도로가 미개발상태이다.
- 필리핀의 도로 : 루손을 중심으로 자동차 도로가 발달해 있다.
- 인도의 도로 : 도로망이 정비되어 있는 데 비해서 보급률이 낮다.
- 파키스탄의 도로 : 카라치에서 인더스강 연안을 따라 북상하여 라호르·라왈핀디를 거쳐 페샤와르를 지나 카이버 고개에 이르는 옛 실크로드가 간선도로이다.
- 방글라데시의 도로 : 대중교통수단으로 릭샤가 있고 오토바이를 개조해 만든 2인용 베이비택시와 10인용 템포는 공해의 주범이다.[모호한 표현]
- 네팔의 도로 : 네팔의 경우 도로 교통이 전체 교통 수단의 3분의2를 차지하며, 언덕과 산이 많은 북부 지역에서는 도로나 다른 기반시설을 만드는 것이 까다롭고 비용이 많이 든다. 2003년 기준, 포장도로는 8500km이었다. 인도에서 네팔의 카트만두 계곡으로 가는 믿을 만한 도로는 단지 1개 뿐이다.
- 아프가니스탄의 도로 : 카불-칸다하르사이, 64년 구소련의 원조로 개통된 카불에서 힌두쿠시 산맥을 관통하는 살랑터널 등의 간선도로는 좋으나, 그 외는 사막도로이다.
- 이란의 도로 : 산유국답게 잘 정비된 도로망에 주로 자동차가 이용[출처 필요]되고 있다. 원거리 버스 노선도 잘 발달하여 북·서유럽 여러 나라와의 사이에 국제버스가 운행되고 있다. 테헤란에서 서쪽으로는 자동차전용고속도로가 이어져 있다. 도시교통도 전적으로 택시·버스에 의존[출처 필요]하고 있기 때문에 교통의 마비상태는 대단하다.
- 일본의 도로 : 아시아 넘버원 선진국답게 도로교통망이 체계적으로 제대로 정비되어 있다. 그래서 고속도로, 국도, 도도부현도, 시정촌도 등 여러 도로들이 주요 도로로 쓰인다. 한국으로 따지자면 고속도로와 국도는 동일하게 적용되고, 도도부현도는 지방도와 상당하고, 시정촌도의 경우 대한민국으로 치면 특별시도, 광역시도, 일반시도 등과 상당하다.

### 북아메리카
- 미국 : 미국에는 대륙으로 구성되어 있어 도로망이 제대로 발달되어 있으나, U.S. 루트라는 국도 노선을 필두로, 주간고속도로(이하 인터스테이트 하이웨이라 하며, I로 시작됨) 외에도 캘리포니아 주도 제1호선이나 로드아일랜드주도 제2호선처럼 주도나 군도 등과 같은 도로망 외에도 기타 일반 도로들까지도 만들어져 있다. 단, 하와이주의 경우 주간고속도로와 주도를 주요 도로로 꾸리고 있다.
- 캐나다 : 하와이주와 비슷하게 주도, 고속도로로만 운용되며 지정되어 있는 일반 국도는 없다.

## 곡선 도로
자동차가 평면곡선부를 주행할 때에는 원심력에 의해 곡선 바깥쪽 방향으로 힘을 받는다. 원심력은 자동차의 속도, 중량, 평면곡선반지름, 타이어와 포장도로면의 횡방향 마찰력 및 편경사에 따라 자동차와 운전자에게 작용하게 된다. 도로에서 최소 평면곡선반지름을 정한 것은 평면곡선부를 주행하는 자동차가 안전한 주행을 할 수 있기 위함이다. 평면곡선반지름은 다음과 같다.
| 설계속도 (km/h) | 횡방향 미끄럼 마찰계수 | 최소 평면곡선반지름 (m) | 최소 평면곡선반지름 (m) | 최소 평면곡선반지름 (m) |
| --------------- | ---------------------- | ----------------------- | ----------------------- | ----------------------- |
| 설계속도 (km/h) | 횡방향 미끄럼 마찰계수 | 6%                      | 7%                      | 8%                      |
| 80              | 0.12                   | 280                     | 265                     | 250                     |
| 70              | 0.13                   | 200                     | 190                     | 180                     |
| 60              | 0.14                   | 140                     | 135                     | 130                     |

## 도로개설공사
도로 포장을 포함하는 도로개설공사는 철도 계획과 함께 근대 및 현대에 이르기까지 산업사회의 중요한 기간산업으로 평가되고있다. 국가는 단계적인 도시계획에 있어서  주요 도로와 철도간선을 SOC로 고려해 이를 수립하는데 국가경쟁력 제고와 광역적 발전의 주요한 요인으로 다루고있다.

## 같이 보기
- 자동차 전용도로
- 대한민국의 도로
- 고속도로
- 도로원표
- 도로표시
- 대면 통행
- 오르막차로
- 유도된 수요
- 다운스-톰슨의 역설
- 브라에스의 역설
- 루이스-모그리지 명제